# Karl Friedrich August von Dalwigk
Freiherr Karl Friedrich August Philipp von Dalwigk zu Lichtenfels (auch Carl) (* 31. Dezember 1761 in Rinteln; † 9. Februar 1825 in Wiesbaden) war ein Jurist, zuletzt herzoglich nassauischer Oberappellationsgerichtspräsident.

## Leben
Karl Friedrich von Dalwigk studierte Rechtswissenschaft an den Universitäten Marburg und Göttingen und wurde, in Diensten der Landgrafschaft Hessen-Kassel, 1783 Auditor am Oberappellationsgericht Kassel und 1786 Hofgerichtsrat am Hofgericht Hanau. 1788 trat er als Hof- und Regierungsrat und Kammerherr in die Dienste des Kurfürstentums Mainz. 1800 wurde er Beisitzer beim Reichskammergericht in Wetzlar; er war hierzu 1797 durch König Friedrich Wilhelm II. von Preußen vorgeschlagen worden.
Nachdem der § 33 des Reichsdeputationshauptschlusses dem Gesamthaus Nassau (also Nassau-Dillenburg, Nassau-Weilburg und Nassau-Usingen) das Ius de non appellando verliehen hatte, erhielt Dalwigk den Auftrag, für das Gesamthaus Nassau ein gemeinsames Oberappellationsgericht mit Sitz in Hadamar aufzubauen. Dalwigk wurde Präsident des Oberappellationsgerichts Hadamar und erhielt den Charakter eines Wirklichen Geheimen Rats.
Dalwigk war von 1810 bis 1823 Mitglied der Landstände des Fürstentums Waldeck. Er war Hauptwortführer der ständischen Opposition gegen die vom Fürsten Georg Heinrich geplante rechtliche Zusammenführung der Fürstentümer Waldeck und Pyrmont zu einem Staat.
1806 wurde das Alte Reich und damit auch das Reichskammergericht aufgelöst. Nassau-Dillenburg büßte seine deutschen Erblande ein und Nassau-Weilburg und Nassau-Usingen wurden zum Herzogtum Nassau verschmolzen. Da das nassauische Oberappellationsgericht hierdurch seinen Sitz in Hadamar außerhalb des Herzogtums hatte, wurde es aufgelöst und an seiner statt wurde in Diez das Oberappellationsgericht Diez und später in Wiesbaden das Oberappellationsgericht Wiesbaden gebildet. Dalwigk, der noch 1821 von der Juristischen Fakultät der Universität Marburg zum Dr. jur. promoviert worden war, blieb bis 1822 Präsident des Oberappellationsgerichtes.
Er wurde 1825 in Wiesbaden auf dem Friedhof an der Heidenmauer beigesetzt.

## Familie

### Eltern
Karl Friedrich von Dalwigk stammte aus dem Hause Camp der Linie Lichtenfels des Adelsgeschlechts Dalwigk. Er war ein Sohn des fürstlich waldeckischen Geheimen Rats und Oberhofmarschalls Johann Friedrich Georg Heinrich Freiherr von Dalwigk (* 4. März 1734 in Arolsen; † 9. April 1810 in Campf) und dessen Ehefrau Henriette Wilhelmine geborene von Berner (getauft am 17. Dezember 1733 in Detmold (?); † 4. Januar 1789 in Arolsen) und war evangelisch-reformiert. Alexander Felix von Dalwigk zu Lichtenfels sowie Reinhard von Dalwigk zu Lichtenfels waren seine Brüder.

### Ehefrau(en)
- Löwenstein, Louise* Wilhelmine Friederike Albertine von, * 25.9.1768, † Wetzlar 29.4.1803, Heirat Schönstadt 7.5.1796, Hofdame der verwitweten Fürstin Christiane von Waldeck (1725–1816), Tochter des Wilhelm Carl von Löwenstein, * (wohl) Römersberg 2.11.1731, † Römersberg 14.4.1780, Landgräflich hessen-kasselischer Fähnrich, dann Schiffskapitän bei der niederländischen Vereinigten Ostindischen Compagnie (VOC), und der Marie Luise Milchling von Schönstadt, * 8.11.1737, † 1778 (1790?)
- Raitz von Frentz zu Schlenderhan, Luise Freiin, * 20.4.1762, † Wiesbaden 9.7.1822, Heirat 20.8.1805, katholisch, Stiftsdame zu Vilich, Tochter des Franz Arnold Reichsfreiherr Raitz von Frentz zu Schlenderhan, * 4.2.1734, † Köln 19.3.1803, Kurpfalzbayerischer Geheimer Rat, Kämmerer und Amtmann zu Bergheim, und der Isabella Charlotta Freiin von Warsberg, * 1740

### Kinder aus erster Ehe
- Rennenkampff, Caroline, geb. Freiin von Dalwigk <Tochter>, * 11.6.1799, † 2.4.1837, verheiratet mit Baron von Rennenkampff, Ghz. Oldenburgischer Oberhofmeister
- Dalwigk zu Lichtenfels, Luise Wilhelmine Freiin von, 1801–1832, Hofdame der Fürstin Emma zu Waldeck
- Göschel, Wilhelmine Mathilde*, geb. Freiin von Dalwigk <Tochter>, * 23.4.1803, † 10.7.1883, verheiratet I. NN. von Kardorf, Königlich Dänischer Kammerjunker und Amtmann in Cismar, verheiratet II. Karl Friedrich Göschel, † 22.9.1861, Königlich Preußischer Konsistorialpräsident in Berlin

## Werke
Er schrieb neben Aufsätzen in Zeitschriften folgende Monographien:
- Kleine juristische Abhandlungen, Frankfurt a. M. 1788
- Handbuch des französischen Civil-Processes, 2 Bde., Hadamar 1809–13
- Versuch einer philosophisch-juristischen Darstellung des Erbrechts, 3 Teile, Wiesbaden 1820
- Praktische Erörterung auserlesener Rechtsfälle, Hannover 1823

Er begründete die von R. Falck fortgesetzte Zeitschrift Eranien zum deutschen Privatrecht, von der er die 1. Lieferung (Heidelberg 1825) herausgab.